# قناة المحور
قناة المحور هي قناة فضائية مصرية، وإحدى قنوات المتحدة للخدمات الإعلامية، بدأت إرسالها الرسمي سنة 2001 وكانت ملكًا لرجل الأعمال المصري حسن راتب.

## برامج القناة
من سياسات القناة أن لا يقل المحتوى العربي في إجمالي ساعات البث البرامجي عن 70% وهي تعرض العديد من الأعمال الدرامية من مسلسلات وأفلام وتنتج العديد من البرامج ومن أهمها:
- برنامج 90 دقيقة الذي كان يقدم من خلال معتز الدمرداش،  أسامة كمال، جيهان لبيب، معتز بالله عبد الفتاح ومحمد الباز.
- برنامج اللمّة الحلوة تقديم مها أبو عوف وكارم محمود ونورهان ميشيل.
- برنامج انتباه تقديم منى عراقي.
- برنامج صباحك عندنا تقديم أحمد الشاعر وإيمان سليم وهيثم سعودي ودينا يحيى.
- برنامج Focus تقديم سارة حسن ومصطفى البلك.
- برنامج الطبيب تقديم بوسي مصيلحي وبوسي العايدي.
- برنامج المسلمون يتسائلون تقديم الشيخ سالم عبد الجليل.
- برنامج دوس بنزين تقديم تامر بشير.
- برنامج SPOT IN SPORT الذي يقدمه عمرو فؤاد.
- برنامج نجاحات مصرية تقديم محمد البلك وأحمد الحجاوي ومحمد العيسوي.
- برنامج مصر أحلى تقديم الإعلامية وفاء طولان.
- برنامج أوضة وصالة تقديم داليا المتبولي.
- الجزء الأول من برنامج صولا التي تقدمه أصالة نصري.
- الجزء الثاني من برنامج المسامح كريم الذي يقدمه جورج قرداحي.
- برنامج ستاد المحور تقديم خالد الغندور
- برنامج مع خيري تقديم خيري رمضان.